# Le provinciali
Le Lettere a un provinciale (Lettres écrites par Louis de Montalte à un Provincial de ses amis et aux R.R. Pères Jésuites), meglio note come Le provinciali, sono una serie di lettere (diciotto in tutto) scambiate tra due personaggi fittizi (Louis de Montalte e un amico che vive in provincia, cioè lontano da Parigi e dagli ambienti - principalmente quelli della Sorbona - che fanno da sfondo alle questioni teologiche e morali dibattute nel testo).
L'opera fu scritta da Blaise Pascal (1623-1662) a partire dal 1656, in occasione della censura pronunciata a danno di Antoine Arnauld e della sua espulsione dalla Sorbona.
Le lettere furono pubblicate sotto falso nome e attribuite allo stesso Montalte. La prima lettera, datata 23 gennaio 1656, ebbe immediatamente un enorme successo, in un pubblico assai appassionato dai temi della salvezza e della grazia, così come erano discussi tra giansenisti e gesuiti.

## Unpamphletairecontro la casuistica

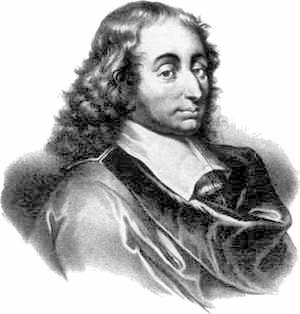
Ritratto di Blaise Pascal

Pascal, che non era teologo di professione, per la stesura delle Provinciali si avvalse dell'aiuto dello stesso Arnauld e di Pierre Nicole. Proprio l'approccio non specialistico è, forse, una delle cause che determinarono il grande successo dell'opera già tra i contemporanei e che resero Le provinciali un testo chiave per la definizione di una letteratura francese moderna.
L'atteggiamento di Montalte nella discussione è quello di chi si dispone ad intendere una questione senza pregiudizi di sorta, partendo da una sorta di felice ignoranza "socratica", configurando, in tal modo, una sorta di illuminismo ante litteram: una situazione in cui tanto chi scrive (Montalte), quanto chi legge (il provinciale), parte da una condizione di uguale ignoranza ma vuole, servendosi della semplice ragione, comune ad entrambi gli interlocutori, arrivare a una conclusione condivisa.
Ma tale illuminismo sembra paradossalmente guardare alla tradizione, contro la novità (soprattutto in tema di morale) che sembrava essere rappresentata dagli autori della Societas Jesu o, comunque, di coloro che erano legati al molinismo.
Per quanto più vicino alle tesi degli agostiniani, Montalte si mantiene sempre nei termini di un'attenta e prudente neutralità: se pur condanna gli eccessi di lassismo dei gesuiti, tesi ad associare le possibilità dell'uomo di salvarsi dalla dannazione eterna al libero arbitrio di ciascuno, egli non mostra di aderire acriticamente alle posizioni di Port-Royal.

## Schema dell'opera
Le lettere, pubblicate man mano dall'autore, possono essere divise in tre blocchi: 
1. Le prime dieci seguono lo schema di resoconti di incontri con dotti casuisti; talvolta Montalte è accompagnato da un amico giansenista. Questi confronti di Montalte con i casuisti sono creati proprio allo scopo di illuminare l'amico di campagna sulle questioni più scottanti discusse in città tra gli intellettuali.
2. Il blocco di lettere successivo, dall'XI fino alla XVI, include missive rivolte direttamente ai "reverendi padri gesuiti": dallo schema "ad intervista" delle prime dieci, si passa a lettere dal tono nettamente requisitorio.
3. Le ultime due lettere (la XVII del 23 gennaio 1657 e la XVIII del 24 marzo) sono rivolte direttamente al gesuita padre François Annat, il confessore del re, che aveva in precedenza polemizzato con Montalte nel libello La bonne foi des jansénistes (La buona fede dei giansenisti).

## Edizioni in volume
La prima edizione in volume delle Provinciales è a cura di Pierre Nicole e appare già nel 1657.
Nel 1658, Pascal proseguirà la sua opera epistolare con un abbozzo di diciannovesima lettera. Collaborerà, inoltre, alla stesura dei cosiddetti Scritti dei curati di Parigi, opera, questa, che voleva essere una risposta al libro del gesuita George Pirot Apologie pour les casuistes contre les calomnies des jansénistes (Apologia per i casuisti contro le calunnie dei giansenisti), che verrà messa all'Indice nel 1659.
Nella primavera del 1658, viene pubblicata la prima edizione in traduzione latina delle Provinciali, sempre a cura di Nicole, sotto lo pseudonimo di Wendrock (Willelmus Wendrockius, Salisburgensis theologus). Quest'edizione registra anche una serie di correzioni e integrazioni delle citazioni contenute originariamente nel testo pascaliano.
Nel 1660 re Luigi XIV ordinò la distruzione delle Lettere provinciali, a suo avviso contrarie al Cristianesimo.

## Traduzioni italiane
- Le Provinciali, a cura di Ferdinando Tartaglia, Modena, Guanda, 1944 (Collana di studi religiosi-figli dell'uomo, n.4).
- Le Provinciali, a cura di Giulio Preti, Milano, M. A. Denti, 1945. Riedito: Torino, Einaudi,1972 (Collana I millenni); Milano, Mondadori, 2008 (Collana Classici del Pensiero, n.12).
- Le Provinciali, a cura di Paolo Serini, Bari, Laterza, 1963 (Collana Classici della Filosofia moderna).
- Le Provinciali; Pensieri, traduzione di Ferruccio Masini e Elsa Giovannini Masini, Milano, Edizioni per il Club del libro, 1964. Ristampato: Novara, Istituto geografico De Agostini, stampa 1966; Novara, EDIPEM, 1974.
- Pensieri - Opuscoli - Lettere, traduzione di A. Bausola e R. Tapella, Milano, Rusconi, 1978 (Collana I Classici del pensiero), ISBN 978-88-18-22400-9.
- Le Provinciali, Guida alla lettura a cura di Raffaele Vitiello, Roma, Editori Riuniti, 1988 (Collana Universale idee, n.199), ISBN 978-88-359-3165-2.
- Lettere provinciali, a cura di Ferruccio Masini, Milano, BUR, 1989 (Collana I Classici n.744), ISBN 978-88-17-16744-4.
- Le Provinciali, Edizione con testo a fronte a cura di Carlo Carena. Prefazione di Salvatore Silvano Nigro, Torino, Einaudi, 2008 (Collana Biblioteca della Pléiade n.46), ISBN 978-88-446-0085-3.